# Хунсрюкский диалект
Хунсрюкский диалект (нем. Hunsrückisch) — немецкий диалект, который (был) распространён в Хунсрюке и в Санта-Крус-ду-Сул (Бразилия). Принадлежит к западносредненемецким диалектам, в рамках которых раздваивается на мозельско-франкский хунсрюкский и рейнско-франкский хунсрюкский.
В Хунсрюке диалект, как правило, не выходит за границы города, а внутри них может иметь некоторые отличия от деревни к деревне. Сегодня[когда?] диалект используется ограниченно, в основном старшими поколениями. Молодёжь редко понимает диалектную лексику и предпочитает стандартный немецкий.
Диалект в Бразилии существенно отличается от диалекта в Германии, но по большей части в лексике, что объясняется большим количеством заимствований из португальского. Риограндский хунсрюкский (порт. hunsriqueano riograndense), также называемый катаринским, широко распространён на юге Бразилии, в Рио Гранде ду Сул, используется потомками бывших переселенцев, происходящих из Рейнланд-Пфальца.